# Vanda spathulata
Vanda spathulata là một loài thực vật có hoa trong họ Lan. Loài này được (L.) Spreng. miêu tả khoa học đầu tiên năm 1826.

## Hình ảnh

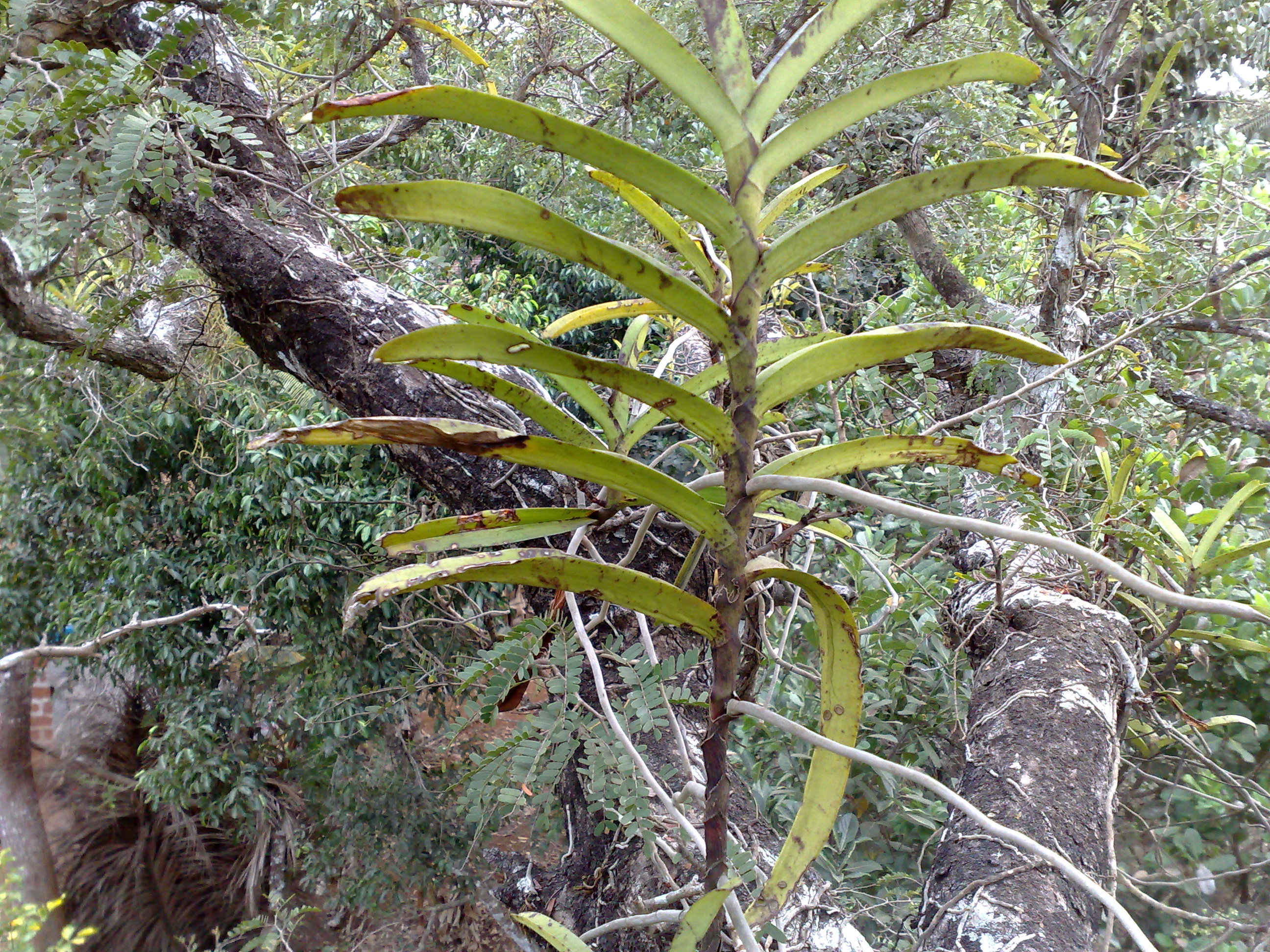
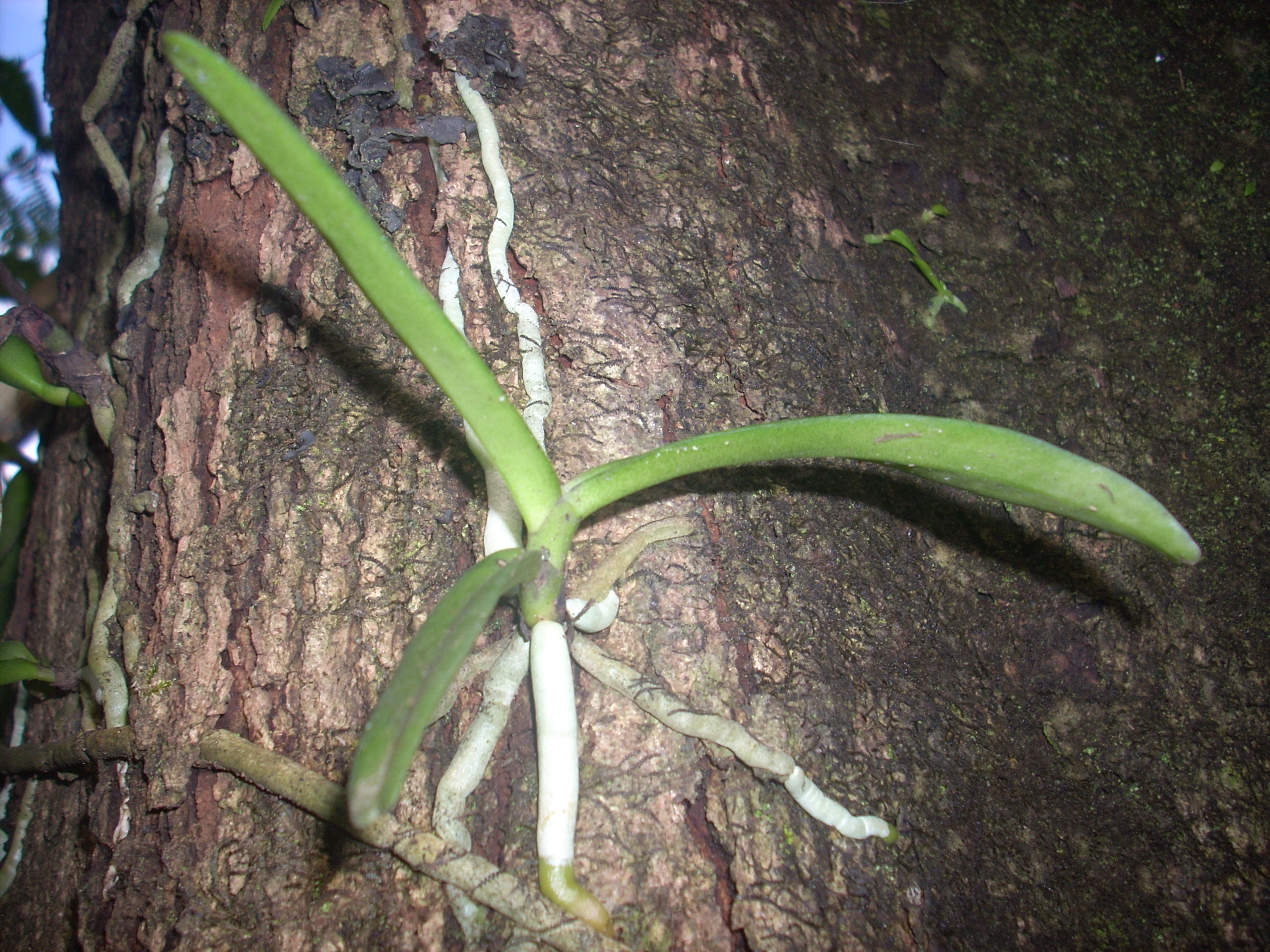